# Amerikanischer Flussbarsch
Der Amerikanische Flussbarsch (Perca flavescens) ist vom eurasischen (Perca fluviatilis) nur wenig verschieden. Dennoch steht heute fest, dass er eine eigene, „gute“ Art darstellt – da die beiden sich gar nicht lebensfähig kreuzen lassen.

## Merkmale
Es gibt eine Anzahl von Merkmalen, in denen sich die zwei Arten statistisch unterscheiden. So hat der Amerikanische Barsch etwas mehr Sattelbinden (Querstreifen; 5–9) als der eurasische (5–8), die ventralen Flossen sind weniger rötlich, die Maximalgröße scheint geringer zu sein (Gewicht 2 kg bei ca. 40 cm gegenüber 10 kg bei ca. 65 cm Länge!). Der schwarze Dorsalisfleck ist weniger ausgeprägt. Die Färbung ist mehr grün-golden als grün-silbern. Anatomisch unterscheidet er sich dadurch, dass das Praedorsale (der erste, vergrößerte Interneuralknochen vor der ersten Rückenflosse) ein Muskelsegment weiter hinten liegt als bei der europäischen Art.
Flossenformeln:
- P. flavescens: D1 XII – XIV; D2 II/12–13. A II/7 – 9. 51 – 61 Seitenlinienschuppen.
- P. fluviatilis: D1 XIII – XIX; D2 I/15 – 18; A II/8 – 11. 39 – 42 Wirbel. 56 – 77 Seitenlinienschuppen.

## Vorkommen
Der in den USA Yellow Perch (Gelber Barsch) genannte Amerikanische Flussbarsch kommt in ganz Nordamerika östlich der Rocky Mountains vor – wo nicht durch natürliche Ausbreitung, so durch menschliche Hilfe (heute in allen zusammenhängenden Unionsstaaten). Das hängt damit zusammen, dass er von der Bevölkerung als Sport-, aber auch als Speisefisch mehr geschätzt wird als unser Barsch. Der Gelbe Barsch steht besonders im Gebiet der Großen Seen im Ansehen, wo man zu Beginn der 1970er Jahre jährlich über 10.000 Tonnen vermarkten konnte. Seit jener Zeit ist die Fangmenge – aus im Wesentlichen noch nicht geklärten Ursachen – aber derart zurückgegangen, dass der Fisch lokal unter Schutz gestellt werden musste, Brutanstalten in Betrieb gingen und sogar schon Massen-Käfigaufzuchten durchgeführt werden, um Restaurants zu beliefern. Besonders im Winter ist es schwierig, ohne Importe von Filets des europäischen Perca fluviatilis aus der EU durchzukommen – der Herkunftsnachweis ist aber zur Information der Verbraucher mittels PCR-Untersuchung leicht möglich.

## Parasiten
Dacnitoides cotylophora (Synonym Dichelyne cotylophora) ist ein im Darm parasitierender Spulwurm.